# 苏珊娜·阿涅利
苏珊娜·阿涅利（義大利語：Susanna Agnelli，1922年4月24日—2009年5月15日）是一名意大利政治家、商人和作家，她也是意大利历史上第一位出任外交部长的女性。在1995年至1996年任职。苏珊娜·阿涅利是实业家，菲亚特公司总裁贾尼·阿涅利的妹妹。

## 简介
苏珊娜·阿涅利出生于意大利都灵，是爱德华多·阿涅利与维吉尼亚·波旁·德尔蒙的第三个孩子，也是次女。爱德华多·阿涅利出自意大利著名的阿涅利家族，曾任尤文图斯足球俱乐部主席，维吉尼亚·波旁·德尔蒙的父亲卡尔洛·波旁·德尔蒙，是一名迪圣福斯蒂诺的王子。苏珊娜·阿涅利的哥哥贾尼·阿涅利和弟弟翁贝托·阿涅利都曾出任菲亚特的总裁和尤文图斯足球俱乐部主席。
苏珊娜·阿涅利在1976年代表意大利共和党参选，成功进入意大利议会，1983年当选为参议员。1979年至1981年间，苏珊娜·阿涅利是意大利共和党在欧洲议会中的议员，她同时还是1974年至1984年间蒙泰亚尔真塔廖的市长。1995年1月17日，苏珊娜·阿涅利被意大利总理兰贝托·迪尼任命为外交部长。1996年迪尼政府在大选中失利，包括苏珊娜·阿涅利在内的内阁成员于5月17日总辞职。

## 私人生活
苏珊娜·阿涅利于1945年嫁给了乌尔巴诺·拉塔兹伯爵并在1975年离异，他们有伊拉利亚、撒马利塔娜、克里斯蒂亚诺、德尔菲娜、卢波、普里西拉六个子女，其中最年幼的普里西拉·拉塔兹成为了一名摄影师。

## 著作
- Vestivamo alla marinara (1975)
- Gente alla deriva (1980)
- Ricordati Gualeguaychu (1982)
- Addio, addio mio ultimo amore (1985)